# Breu encontre
Breu encontre (títol original en anglès: Brief Encounter) és una pel·lícula britànica de David Lean, estrenada el 1945. Figura entre els onze films premiats amb el Gran Premi del primer Festival de Canes, el 1946. Ha estat doblada al català.

## Argument
Laura Jesson (Johnson), una mestressa de casa que viu als afores, conta la seva història en primera persona mentre és a casa seva amb el seu marit, i s'imagina que ella li confessa la relació que ha tingut (un flash-back que dura més d'un quart d'hora de pel·lícula).
Una vegada per setmana, Laura s'arrisca a anar a la ciutat propera de Milford per anar a les carreres i a les sessions de cinema del matí. Mentre torna a casa seva després d'una de les seves escapades setmanals, a l'andana de l'estació li entra una guspira a l'ull. Un home que també espera el tren l'agafa; és metge i es diu Alec Harvey (Howard). Tots dos volten la quarantena, són casats i tenen dos fills. Ell és un metge generalista que una vegada per setmana treballa com a especialista a l'hospital de la ciutat, però la seva verdadera passió és la medicina preventiva i l'estudi de les causes de les malalties respiratòries dels miners.
Un temps després d'aquesta primera trobada, Alec torna a veure Laura per casualitat en un restaurant abarrotat, i ella el convida a asseure’s a la seva taula. Aprecien la companyia l'un de l'altre, i queden per tornar-se a veure. Aviat descobreixen que la seva relació, innocent i trivial al principi, a poc a poc es transforma en alguna cosa més profunda.
Durant un curt període, es troben furtivament, vivint constantment en el temor de ser descoberts per alguna de les seves respectives amistats. Després de diverses trobades, decideixen trobar-se en una cambra d'un amic (Valentine Dyall) del doctor, però la parella és sorpresa per la tornada inesperada d'aquest. L'episodi fa que tant l'un com l'altre s'adonin que el seu futur junts és impossible i, per no ferir les seves famílies, decideixen separar-se. El metge es prepara per marxar a Johannesburg, a Sud-àfrica.
S'assisteix per segona vegada a la seva última trobada al cafè de l'estació, ara amb la perspectiva punyent de la seva història. Mentre viuen amb la màxima emoció el seu últim moment junts, Dolly Messiter, una amiga de Laura, es convida a taula i es posa a xerrar sense parar, sense tenir consciència del desconcert que oprimeix la parella.
S'adonen que els és negada l'oportunitat de dir-se adéu quan el tren d'Alec arriba: Dolly no calla i Alec se’n va sense poder oferir a Laura més que un últim gest desesperat, la seva mà repenjada sobre la seva espatlla... Quan la sirena del tren ressona anunciant la sortida, Laura es precipita a l'andana. Els llums d'un tren exprés li bufetegen la cara en el moment en què es refà després d'haver tingut ganes de llançar-se a la via. Torna amb el seu marit i els seus fills.
En una escena final, que no figura a l'obra original de Noël Coward, el marit de Laura mostra sobtadament que no ha estat completament indiferent a l'angoixa de la seva dona en el transcurs de les últimes setmanes: pronunciant les paraules «Gràcies per tornar», l'agafa entre els seus braços. Així, la pel·lícula s'acaba amb un homenatge a la institució del matrimoni i al compliment del deure.

### La història paral·lela de l'estació
Durant tota la pel·lícula, en les escenes que es desenvolupen al bufet d'estació on Laura i Alec es troben per primera vegada i on se separaran, s'assisteix als episodis sovint divertits d'un tribunal que fa el cap d'estació a l'arrendatària del bufet, una senyora bastant tibada que es mostra severa enfront d'una noia empleada seva. Sense abandonar davant del seu pretendent el seu aire aspre, sembla tanmateix afalagada per l'interès que té. Aquesta història paral·lela no evoluciona gaire, és una mena d'exhibició amorosa a la qual assistim, amb una certa durada, i, contràriament a la història de Laura i Alec, no té més èxit.

## Repartiment
- Celia Johnson: Laura Jesson
- Trevor Howard: Dr. Alec Harvey
- Stanley Holloway: Albert Godby
- Joyce Carey: Myrtle Bagot
- Cyril Raymond: Fred Jesson
- Everley Gregg: Dolly Messiter
- Marjorie Mars: Mary Norton
- Margaret Barton: Beryl Walters
- Valentine Dyall: Stephen Lynn

## Anàlisi

### L'adaptació
La pel·lícula és l'adaptació d'una obra en un acte de Noël Coward Still Life (1936), que pertany a un grup de deu obres curtes conegudes amb el títol de Tonight at 8:30, destinades a ser interpretades per Gertrude Lawrence i pel mateix Coward en diferents combinacions de tres obres per representació. Totes les escenes de Still Life tenen per a decoració el bufet de l'estació fictícia de Milford Junction.
Com passa sovint en el cas de pel·lícules basades en obres, hi són descrits llocs que, en l'obra, només són citats: el pis del doctor Lynn, la casa de Laura, un cinema, un restaurant i una farmàcia de la cadena Boots. A més a més, un cert nombre d'escenes s'han afegit a les de l'obra: una escena sobre un llac on els amants són a bord d'una barca, escena al final de la qual el Dr. Harvey es troba els peus a l'aigua; una altra on es veu Laura errar sola en la foscor, asseure’s sobre un banc i fumar en públic; una tercera en la qual la parella es passeja pel camp a bord d'un cotxe de lloguer.
En la pel·lícula, algunes escenes són menys ambigües i més dramàtiques. Per exemple, l'escena en què els dos amants estan a punt de cometre adulteri és atenuada. Allà on a l'obra es deixava a la imaginació del lector decidir si havien consumat o no la seva relació, en la pel·lícula, Laura tot just acaba d'arribar al pis del Dr. Lynn quan aquest últim apareix i el Dr. Harvey la fa sortir per l'escala de socors. Més tard, quan Laura es vol tirar a la via en el moment en què un tren exprés entra a l'estació, la pel·lícula ja no deixa cap dubte sobre la voluntat de suïcidi, clarament reconeguda per la veu en "off" de la Laura narradora.

### L'època de l'acció
La pel·lícula, en cap moment no fa menció de la Segona Guerra Mundial, i ni tan sols n'evoca les vicissituds. Mentre que cap dels personatges no es pot lligar a una època precisa, la pel·lícula –-fictícia—que Laura i Alec veuran al cinema, «Flames of Passion», que s'acaba d'estrenar, mostra una data de "copyright" del 1938. Quan, al final de la primera escena, Laura entra a casa seva, la seva filla li diu que vol anar a una "pantomime" (una funció teatral nadalenca amb música), cosa que suggereix una època de l'any situada poques setmanes abans de la festa de Nadal. Una altra indicació que la història de la pel·lícula es desenvolupa a l'hivern és que, en una escena que sembla que passa en plena nit, els personatges es donen la bona tarda.

### El lloc simbòlic: l'estació
La pel·lícula es va rodar en gran part a l'estació de Carnforth, Lancashire, que llavors feia d'enllaç entre els ferrocarrils de Londres i els de les regions del centre d'Anglaterra i d'Escòcia. A part que per a la història calia una estació animada, l'indret estava prou allunyat de Londres per evitar els talls d'electricitat, perquè el rodatge es va fer al començament del 1945, abans d'haver-se acabat la guerra. El mateix Noël Coward fa els anuncis destinats als viatgers a la pel·lícula. Pel que fa al bufet de l'estació, es va recrear a l'estudi. L'estació de Carnforth Station encara conserva ealgunes característiques d'època que tenia en el moment del rodatge i continua sent un lloc de pelegrinatge per als seguidors del film. Convé precisar tanmateix que, algunes, escenes que es desenvolupen a ciutat a la pel·lícula han estat rodades a Londres, a Denham o a Beaconsfield, indret prop dels estudis de Denham, on la pel·lícula va ser rodada per a la resta.
L'estació: lloc simbòlic, lloc de pas, lloc on en principi un no s'endarrereix mai.
Els passos de l'exprés subratllen els moments emocionalment més forts de la història.
Recordar una escena de Perseguit per la mort de Hitchcock, que té lloc en un vagó, i que, en el moment en què la parella formada pels personatges interpretats per Cary Grant i Eva Marie-Saint sembla a punt de passar a l'acte, s'acaba brutalment per un pla on es veu el tren entrar en un túnel.
L'estructura del relat i el lloc del relat: allà on tot comença i on tot acaba... La trobada mai no hauria hagut de tenir lloc, l'aventura ha de ser esborrada. Laura s'alleuja del pes que tant li pesa per la llarga confessió imaginària que fa al seu marit, aquesta confessió té per objectiu esborrar la «culpable» relació al mateix temps que procedeix en pensament a la reconstitució minuciosa d'aquesta.

### L'escenificació
El geni de Lean és l'ús parsimoniós, per això és més fort, d'un llenguatge cinematogràfic que sosté i quasi acarona els sentiments dels personatges que explica. Fins a les pel·lícules espectaculars que seguiran, Lean és essencialment un cineasta de l'íntim.
 ;Efectes subtils :
- La pel·lícula comença en realitat amb la side story de l'arrendatària del bufet de l'estació. Un cap d'estació mira el seu rellotge, travessa una via de ferrocarril, després entra al bufet o es recolza al bar i conversa amb l'arrendatària. Li parla d'un viatger que ha volgut aprofitar una primera classe quan no hi tenia dret. Aviat, la càmera abandona el primer pla per lliscar ingènuament sobre una parella en una taula, dos personatges, en principi anecdòtics, que resulten ser els verdaders protagonistes de la història. L'efecte subratlla la banalitat del que serà explicat llavors, banalitat que significa: el que afectarà el major nombre... A partir d'aquest moment, el segon pla pren el lloc del primer, i inversament.
- Al començament de la pel·lícula, al tren, Laura es troba al compartiment de Dolly Messiter, que no para de parlar, inconscient del que preocupa Laura: a un zoom abans extremadament discret sobre la cara de Laura segueix un primer pla de la boca de la xerraire, després un pla sobre la cara cansada de Laura. Es fan regularment zooms sobre la cara de Laura, molt lleugers, a penes perceptibles, avançant-se una mica més quan l'emoció del personatge s'intensifica, que trobaran un paroxisme, quan finalment, boig d'angoixa, el personatge es dirigeix cap a l'andana per llançar-se sobre la via, i que la càmera, llavors, sembla també fer figa, perdre peu; l'enquadrament bascula perillosament cap a l'esquerra.

## Rebuda
La pel·lícula es va repartir la Palma d'Or al 1r Festival de Canes de 1946 amb deu altres premiades. Celia Johnson va ser nominada per a l'Oscar a la millor actriu el 1947. El 1999,  Breu encontre va arribar a la segona posició en un palmarès de les 100 millors pel·lícules britàniques establert pel British Film Institute. El 2004, la revista  Total Film la va classificar com la 44a millor pel·lícula britànica de tots els temps. El crític Derek Malcolm va recordar la pel·lícula en la seva crònica de l'any 2000  The Century of Films.

### Critica
Al seu llibre aparegut el 1987, Noël Coward , Frances Gray escriu que  Breu encontre és: «després de les seves grans comèdies, l'obra de Coward que més o menys tothom coneix i té molt vista; la pel·lícula ha estat regularment difosa a la televisió i, en els seus passis, les xifres d'audiència han estat sempre elevades. La seva història és la d'una relació no consumada entre dues persones casades cadascuna pel seu costat...Coward manté els seus amants en fracàs perquè no pot administrar les energies d'un amor que seria menys inhibit, en un marc desposseït de l'esperit i del perfum exòtic de les seves millors comèdies... Si es dona un cop d'ull al guió, desposseït de l'escenificació de David Lean, privat d'un públic per aprovar automàticament el sacrifici final, s'arriba per força a plantejar-se preguntes delicades. La temptativa desastrosa, el 1975, d'un remake del film transposat en un marc més actual, amb Richard Burton i Sophia Loren als papers d'Alec i Laura, ha fet la cosa evident. » (pàg. 64-67)

## Al voltant de la pel·lícula
- La pel·lícula ha estat rodada parcialment als Denham Film Studios, al Buckinghamshire prop de Londres.[8]
- La música de la pel·lícula. El concert per a piano núm. 2 de Rachmaninov- que va ser escollit per Coward- constitueix el tema recurrent de la pel·lícula. S'hi escolta tanmateix una altra peça, en una escena que té lloc en un saló de te; l'aira que és interpretada per l'orquestra de saló és la Dansa espanyola núm. 5 (Bolero) de Moritz Moszkowski. Finalment, quan Alec i Laura van al cinema per primera vegada, l'organista interpreta un breu extracte de la Marxa militar de Franz Schubert.
- Segons diverses biografies de Billy Wilder, l'escena de Breu encontre on es veu Alec intentar utilitzar el pis del seu amic per trobar-s'hi sol amb Laura, hauria inspirat el director americà d'origen austríac a escriure el guió de L'apartament, 1960.
- Nick Park s'ha inspirat en Breu encontre per a l'escena intimista del seu curtmetratge d'animació en plastilina de la sèrie Wallace i Gromit, A Clos Shave, (1995). En el curtmetratge Wallace i Gwendoline Culdebelier evoquen en efecte en una escena intima la parella formada per Laura i Harvey. Es fa referència d'altra banda en aquest mateix episodi de les aventures de Wallace i Gromit a dues altres pel·lícules famoses: El tercer home i A la recerca de l'arca perduda
- En la seva estrena inicial, la pel·lícula va ser prohibida per la censura a Irlanda perquè presentava una parella adúltera en un dia simpàtic. Als Països Baixos, sobretot, la pel·lícula va ser per les mateixes raons prohibida als menors de 18 anys.
- És la pel·lícula romàntica preferida de Natalie Portman.[9]
- La pel·lícula ha estat objecte d'una adaptació al teatre líric: l'òpera Brief Encounter, música d'André Previn, llibret de John Caird, estrenada el maig de 2009 a la Gran Opera de Houston.

## Premis i nominacions

### Premis
- 1946: Gran Premi (Festival de Canes) per David Lean

### Nominacions
- 1947: Oscar al millor director per David Lean
- 1947: Oscar a la millor actriu per Celia Johnson
- 1947: Oscar al millor guió original per Anthony Havelock-Allan, David Lean i Ronald Neame